# Kituvia
Kituvia is een geslacht van hooiwagens uit de familie Assamiidae.
De wetenschappelijke naam Kituvia is voor het eerst geldig gepubliceerd door Kauri in 1985. 

## Soorten
Kituvia is monotypisch en omvat slechts de volgende soort:
- Kituvia spinifera